# Johann Martin Giehr
Johann Martin Giehr (* 1763; † 1848 bd. in Greifswald) war ein Kunstmaler und entstammte einer Greifswalder Kaufmannsfamilie.

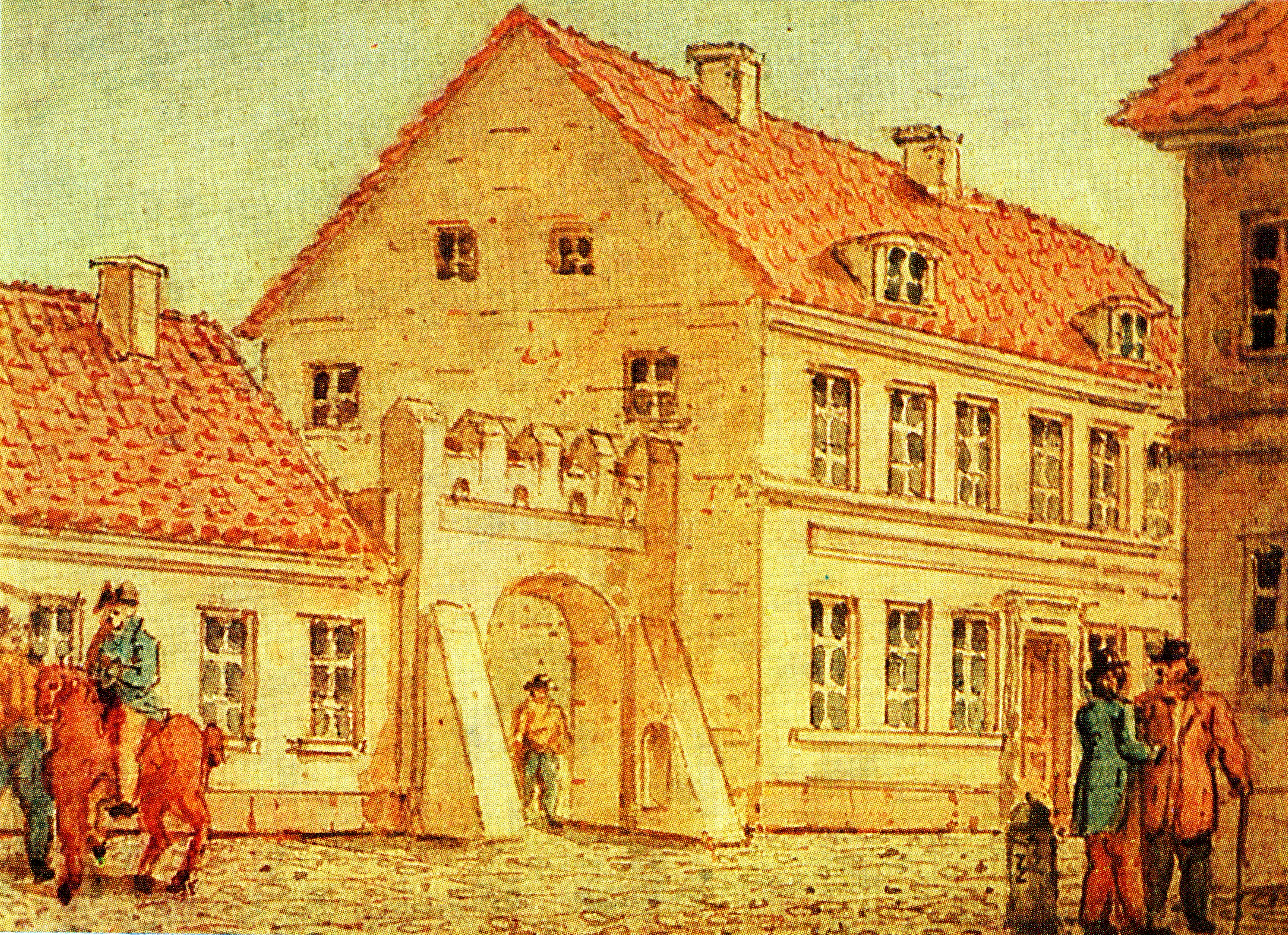
Wasserpforte in der Knopfstraße, Aquarell von Giehr

## Leben
Nach einer Ausbildung an der Berliner Akademie der Künste ab 1784 studierte er 1794 in Dresden. Über Österreich und Ungarn gelangte er nach Italien, wo er von 1803 bis 1810 in Neapel lebte. Dort arbeitete er mit am Bau des Theaters San Carlo. Von hier bereiste er auch Griechenland, Afrika und den Nahen Osten. Über Konstantinopel kehrte er 1812 nach Deutschland zurück. Bereits 1814 zog er nach Frankreich, wo er bis 1824 blieb. Nach einigen Jahren Aufenthalt in Spanien, England und Dänemark wurde er 1835 Königlicher Hofmaler in Stockholm, wo er am Hoftheater wirkte. 1845 kehrte er sehr verarmt nach Greifswald zurück. 1848 starb er im Döbbertschen Haus am Greifswalder Markt.

## Werk
Von den Aquarellen, Zeichnungen, Studien und Skizzen Giehrs sind 769 Teile erhalten.  Nach dem letzten Willen Giehrs sollten eigentlich die noch mehr als Tausend in seinem Nachlass befindlichen Werke den Berliner Sammlungen angeboten werden. Die Familie und ein von dieser bestellter „Gutachter“ stuften sie jedoch als wertlos ein. Die meist kleinformatigen Bilder wurden daher im Kaufmannsladen der Familie als kostenlose Zugabe zum Einkauf gegeben. Schließlich wurde der Nachlass, soweit erhalten, von Kunstfreunden gesammelt und gelangte 1929 bis 1930 in den Besitz des Greifswalder Museums.